# 同志社大学法学部
同志社大学法学部（どうししゃだいがくほうがくぶ、英称:Faculty of Law）は、同志社大学に設置される法学部である。

## 概要
同志社大学法学部は、1891年創立の同志社政法学校（1904年に廃止）を源流とし、法律知識及びリーガルマインドを涵養する学部である。法律学科及び政治学科の2学科が置かれている。

## 沿革
- 1891年 同志社政法学校設置を開設[3]
- 1897年 同志社高等学部政法学校を開設[3]。
- 1904年 同志社高等学部政法学校廃止[3]。

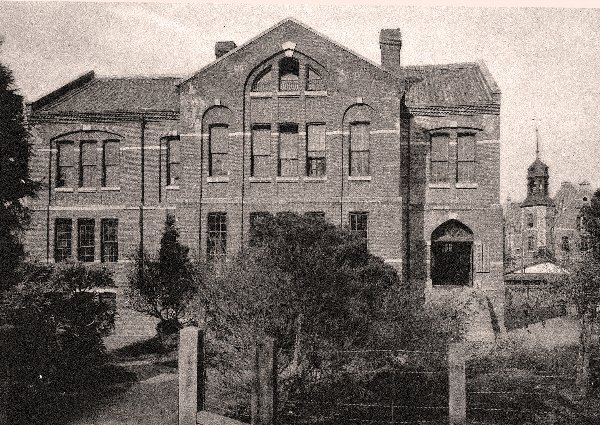
有終館（政法学校開校時の校舎）

- 1912年 専門学校令による同志社大学発足、政治経済部を設置[3]。
- 1919年 政治経済部を法学部に改称[3]。
- 1920年 大学令による同志社大学発足、法学部を設置（政治学科・経済学科）[3]。
- 1923年 法学部に法律学科を設置[3]。
- 1936年 国体明徴論文掲載拒否事件起こる。
- 1937年 「上申書」問題起こる[4]
- 1944年 文学部と統合され法文学部法経学科となる[3]。
- 1946年 法文学部から独立し法経学部を設立。法律学科、政治学科、経済学科を設置[3]。
- 1948年 新制同志社大学法学部に改組され、法律学科及び政治学科を設置[3]。

## 学科
- 法律学科[5]
  - 入学定員683人[5]
- 政治学科[5]
  - 入学定員210人[5]

## 著名な出身者

### 政治
- 土井たか子 - 第68代衆議院議長、第10代日本社会党委員長、元社会民主党党首
- 福山哲郎 - 立憲民主党幹事長、元内閣官房副長官
- 村井宗明 - 元文部科学大臣政務官、LINE主席政策担当
- 玉置一弥 - 元衆議院議員、元衆議院議員玉置一徳の子
- 笹野貞子 - 元参議院議員、元堺女子短期大学教授
- 平松邦夫 - 元大阪市長、元毎日放送アナウンサー
- 吉田法晴 - 元北九州市長、元衆議院議員
- 池澤隆史 - 西東京市長、元西東京市副市長
- 中野直輝 - 元小牧市長、愛知総合法律事務所弁護士
- 下江洋行 - 新城市長
- 佐藤健司 - 大津市長
- 北川裕之 - 名張市長
- 小椋正清 - 東近江市長、元滋賀県警察長浜警察署長
- 中小路健吾 - 長岡京市長、元京都府議会議員
- 佐々木稔納 - 元南丹市長、元園部町収入役
- 堀口文昭 - 八幡市長、元八幡市副市長
- 越田謙治郎 - 川西市長
- 立石定夫 - 元福山市長、元広島県議会議員
- 伊藤和貴 - 山口市長
- 三河明史 - 国東市長、元大分県東部振興局長
- 永松悟 - 杵築市長、元大分県福祉保健部長
- 琵琶博之 - 蘭越町議会議員

### 行政・法曹
- 伊藤伸 - 元内閣府行政刷新会議事務局参事官、構想日本総括ディレクター
- 楠本祐一 - 掌典長、元駐ポーランド大使、元外務省儀典長
- 山元毅 - 駐ペルー大使、元駐グアテマラ大使、元東京都政策企画局外務長
- 佐藤嘉彦 - 元京都地方裁判所判事、同志社大学教授
- 古谷伸彦 - 長野地方検察庁検事正、元京都地方検察庁特別刑事部長
- 井藤公量 - 弁護士、岡山大学教授
- 赤堀順一郎 - 弁護士、季刊刑事弁護新人賞優秀賞

### 経済
- 太田義勝 - コニカミノルタホールディングス元社長
- 大宮隆 - 寶酒造元社長、寶酒造元社長大宮庫吉の娘婿
- 齋藤昇 - TDK社長
- 倉橋健太 - プレイド創業者・CEO
- 島田和幸 - ファンケル社長CEO
- 竹村典彦 - プロントコーポレーション社長
- 竹本成徳 - コープこうべ元理事長、日本生活協同組合連合会元会長
- 徳山詳直 - 京都造形芸術大学元理事長、東北芸術工科大学元理事長
- 夏原平和 - 平和堂元社長、日本チェーンストア協会副会長、創業者夏原平次郎の子
- 比木武 - Welby創業者・代表取締役、メドピアCOO
- 松居直 - 福音館書店元社長、設立者佐藤喜一の娘婿
- 大島寅夫 - 中日新聞社元社長
- 片岡正志 - 関西テレビ放送元社長、相談役、法学部卒
- 横山清 - メルシャン元社長・CEO
- 吉浦勝博 - 東急ハンズ元社長

### マスコミ、ジャーナリズム
- 西岡研介 - ライター、講談社ノンフィクション賞、雑誌ジャーナリズム賞
- 山田厚史 - 元朝日新聞社編集委員、デモクラシータイムス代表
- 早瀬圭一 - 元毎日新聞社編集委員、大宅壮一ノンフィクション賞
- 弓場季彦 - 元奈良テレビ放送社長、元奈良県総務部次長
- 石塚元章 - CBCテレビ論説室長
- 中村浩美 - 元航空ジャーナル編集長、元航空ジャーナル社長青木日出雄の甥
- 菅生新 - 経営コンサルタント、放送ジャーナリスト、俳優菅田将暉の父

### 研究
- 今西正雄 - 歴史学、同志社大学名誉教授
- 上田健二 - 法哲学、元同志社大学教授
- 大谷實 - 刑事法、元同志社総長、元同志社大学学長
- 戒能通弘 - 法哲学、同志社大学教授
- 金山直樹 - 民法、慶應義塾大学教授
- 川崎友巳 - 刑事法、同志社大学教授
- 瀬川晃 - 刑事法、同志社大学教授
- 十河太朗 - 刑法、同志社大学教授
- 田畑忍 - 憲法、政治学、同志社大学名誉教授、元同志社大学学長
- 中村登志哉 - 政治学、名古屋大学教授、グローバル・ガバナンス学会会長
- 西澤由隆 - 政治学、同志社大学教授
- 野村重臣 - 民法、元同志社大学助教授、元国民精神総動員本部調査部長
- 馬場伸也 - 国際関係論、元大阪大学教授、元日本平和学会会長
- 久塚純一 - 社会保障法、早稲田大学教授
- 深沢弘樹 - 社会学、駒澤大学教授、元山梨放送アナウンサー
- 藤岡一郎 - 刑法、京都産業大学元学長、京都産業大学名誉教授
- 藤倉皓一郎 - 英米法、東京大学名誉教授、元ハーバード大学客員教授
- 松好貞夫 - 経済史、東京都立大学 (1949-2011)名誉教授
- 松林哲也 - 政治学、大阪大学栄誉教授、日本学術振興会賞、日経・経済図書文化賞
- 宗藤圭三 - 統計学、同志社大学名誉教授
- 村田晃嗣 - 国際政治学、元同志社大学学長、防衛省参与、NHK経営委員長代行、サントリー学芸賞、吉田茂賞
- 森本益之 - 刑法、元摂南大学長、大阪大学名誉教授
- 山崎信三 - スペイン語、元立命館大学教授
- 鷲江義勝 - 政治学、同志社大学教授

### 文学
- 黒岩重吾 - 小説家、紫綬褒章、直木賞、吉川英治文学賞
- 百田尚樹 - 小説家、放送作家、本屋大賞、元NHK経営委員
- 有栖川有栖 - 小説家、日本推理作家協会賞、本格ミステリ大賞、咲くやこの花賞
- 芦辺拓 - 推理作家、鮎川哲也賞、幻想文学新人賞佳作
- 小手鞠るい - 小説家、詩人、海燕新人文学賞、島清恋愛文学賞
- 増田晶文 - 作家、小説家、マンガ原作、小学館ノンフィクション大賞優秀賞、文藝春秋Numberスポーツノンフィクション新人賞
- 真山仁 - 小説家、直木賞ノミネート
- 神谷一心 - 小説家、ばらのまち福山ミステリー文学新人賞
- 丹下健太 - 小説家、文藝賞
- 福本武久 - 小説家、太宰治賞
- 池田久輝 - 小説家、脚本家、角川春樹小説賞
- 日向旦 - 小説家、鮎川哲也賞佳作
- 相羽秋夫 - 演劇評論家、元大阪芸術大学教授、日本笑い学会副会長

### 美術
- 長倉洋海 - 写真家、土門拳賞、日本写真協会新人賞
- 甲斐扶佐義 - 写真家、京都美術文化賞
- 竹沢うるま - 写真家、日経ナショナルジオグラフィック写真賞
- トミタ・ジュン - デザイナー、京都造形芸術大学准教授

### 芸能
- 小川夏果 - 女優、垂水市観光大使
- 工藤恭造 - 声優、ナレーター
- みぶ真也 - 俳優、ナレーター、タレント、東久邇宮記念賞
- 大久保怜 - タレント
- 越智友嗣 - シンガーソングライター、元はしだのりひことシューベルツメンバー
- Yammy - シンガーソングライター
- 阿久延博 - シンガーソングライター
- 真木ひろか - ラジオパーソナリティー、タレント
- 浅田悠介 - マジシャン

### アナウンサー
- 平松翔馬 - 讀賣テレビ放送アナウンサー
- 井上雅雄 - 毎日放送アナウンサー
- 竹内弘一 - フリーアナウンサー、京都先端科学大学総合研究所特任教授、元KBS京都アナウンサー兼記者
- 熨斗弓子 - 元奈良テレビ放送アナウンサー
- 古田彰満 - ラジオ関西アナウンサー
- 友廣南実 - CBCテレビアナウンサー。気象予報士
- 藤澤達弥 - 北海道テレビ放送アナウンサー、元山口放送アナウンサー
- 奥田博之 - フリーアナウンサー、元ラジオ関西アナウンサー
- 松原敬生 - 元東海ラジオ放送アナウンサー
- 朝倉浩之 - 元日本海テレビアナウンサー、元TOKYO MX記者、元東京都職員

### スポーツ
- 鮒子田寛 - レーシングドライバー、富士グランチャンピオンレース1972年年間チャンピオン、童夢社長
- 今江克隆 - バスプロ、イマカツ代表取締役
- 朝堂院大覚 - 武道家、居合道警視流宗家家元、剛柔流空手道九段

### その他
- 岸野末利加 - 作曲家、日本音楽コンクール作曲部門第3位
- 西田直道 - 作曲家、指揮者、北海道文化賞
- 浅井敬壹 - 合唱指揮者、元全日本合唱連盟理事長、藍綬褒章
- 黒木和雄 - 映画監督、芸術選奨文部大臣賞
- 井上春生 - 映像作家、日本アドバタイザーズ協会広告コンクール銅賞
- 北沢恒彦 - 社会運動家、元京都ベ平連事務局長
- ナナオ - YouTuber

## 交通アクセス
今出川キャンパス
所在地：京都市上京区今出川通り烏丸東入
- 地下鉄烏丸線「今出川駅」から徒歩1分

- 京阪電車「出町柳駅」から徒歩15分

- バス停「烏丸今出川」から徒歩1分